# Attaque d'Ougarou
Insurrection djihadiste au Burkina Faso
Batailles
- Samorogouan
- Intangom
- Nassoumbou
- Ariel
- 1re Inata
- Loroni
- Gorom-Gorom
- Koutougou
- Arbinda
- Hallalé
- Markoye
- Dounkoun
- Boukouma
- 2e Inata
- Titao
- Opération Laabingol
- Namissiguima
- Madjoari
- Bourzanga
- Seytenga
- Gaskindé
- Tin-Ediar
- Tin-Akoff
- Aoréma
- Ougarou
- Namsiguia
- Noaka
- Koumbri
- Djibo
- Tawori
- Mansila
- Nassougou

Massacres
- Yirgou
- Solhan
- Karma
- Komsilga, Nodin et Soroe
- Bibgou et Soualimou
- Barsalogho

Attentats
- 1er Ouagadougou
- 2e Ouagadougou
- 3e Ouagadougou

L'attaque d'Ougarou a lieu le 27 avril 2023 lors de l'insurrection djihadiste au Burkina Faso.

## Déroulement
Le matin du 27 avril 2023, un poste militaire est attaqué à Ougarou, dans la province du Gourma,. Dans son communiqué, l'armée burkinabée fait état de combats « particulièrement intenses » face à « un ennemi venu en très grand nombre »,. Le déploiement de renforts permet également l'évacuation des blessés,.

## Pertes
Dans son communiqué, l'armée burkinabée reconnaît un bilan de 33 morts et 12 blessés dans ses rangs,. Des sources sécuritaires de l'AFP indiquent cependant que « certains soldats manquent à l'appel »,.
Du côté des djihadistes, l'armée burkinabée affirme quant à elle avoir « réussi à neutraliser au moins quarante terroristes avant l’arrivée des renforts ».